# Metro de Singapur
El Metro de Singapur o MRT (inglés: Mass Rapid Transit; chino simplificado: 新加坡地铁; malayo: Sistem Pengangkutan Gerak Cepat; tamil: சிங்கை துரிதக் கடவு ரயில்) es un sistema de tránsito rápido de trenes pesados que constituye la mayor parte de la red ferroviaria de Singapur, que abarca, con la excepción del núcleo boscoso y el noroeste rural de la isla, la longitud y el ancho de la principal ciudad-estado. La primera sección se inauguró el 7 de noviembre de 1987, y desde entonces la red ha crecido rápidamente de acuerdo con el objetivo de Singapur de desarrollar una red ferroviaria integral como columna vertebral del sistema de transporte público del país, con un promedio diario de pasajeros de 3.384 millones en 2019, en comparación con 4.099 millones para la red de autobuses en el mismo período.
La infraestructura MRT de Singapur se construye, opera y administra de acuerdo con un marco regulatorio llamado Nuevo Marco de Financiamiento Ferroviario (NRFF), en el que las líneas se construyen y los activos son propiedad de la Autoridad de Transporte Terrestre (LTA), que asigna concesiones operativas a dos corporaciones privadas con fines de lucro, a saber, SMRT y SBS Transit. Ambos son responsables del mantenimiento de activos en sus respectivas líneas. Estos operadores también gestionan servicios de autobús y taxi, lo que facilita la plena integración de los servicios de transporte público.
En enero de 2020, la red MRT abarca 203 kilómetros (126 millas) de ruta en ancho estándar, con 122 estaciones en operación, distribuidas en seis líneas ubicadas en una topología circular radial. Se espera que la red se duplique a una longitud total de casi 400 kilómetros (250 millas) para 2040 como resultado de los trabajos de expansión en curso de sus seis líneas existentes y la construcción de tres nuevas líneas. La red se complementa con un pequeño número de redes locales de transporte ferroviario ligero (LRT) en las ciudades suburbanas de Bukit Panjang, Sengkang y Punggol que unen las estaciones de MRT con urbanizaciones de vivienda pública HDB, lo que hace que la longitud combinada del tráfico pesado doméstico y la red de tren ligero a 231,6 kilómetros (143,9 millas), con un total de 159 estaciones en funcionamiento.
El MRT es el sistema de tránsito rápido más antiguo, concurrido, costoso y completo por longitud de ruta en el sudeste asiático, con más de S $ 92 mil millones (US $ 77 mil millones) gastados en la construcción de infraestructura ferroviaria, la adquisición de stock y otros activos ferroviarios, y la renovación periódica de activos. El sistema tiene las distinciones adicionales de tener la red más larga completamente automatizada y sin conductor del mundo, así como algunas de las secciones de túneles de metro más largas y profundas del mundo. El MRT también es único en el sentido de que la gran mayoría de las estaciones subterráneas de la red funcionan como búnkeres y refugios antiaéreos especialmente diseñados, y se construyen con el propósito de resistir ataques aéreos convencionales con bombas y químicos.

## Infraestructura

### Líneas actuales
| Línea (Operador)               | First section operational | Estaciones | Longitud (km) | Terminales    | Terminales             | Depósito a lo largo de la línea |
| ------------------------------ | ------------------------- | ---------- | ------------- | ------------- | ---------------------- | ------------------------------- |
| Línea Norte Sur (SMRT Trains)  | 7 de noviembre de 1987    | 26         | 45            | Jurong East   | Marina South Pier      | Bishan                          |
| Línea Este Oeste (SMRT Trains) | 12 de diciembre de 1987   | 33         | 57,2          | Pasir Ris     | Tuas Link              | Ulu Pandan Changi               |
| Línea Este Oeste (SMRT Trains) | 10 de enero de 2001       | 3          | 57,2          | Tanah Merah   | Changi Airport         | Ulu Pandan Changi               |
| Línea Este Norte (SBS Transit) | 20 de junio de 2003       | 16         | 20            | HarbourFront  | Punggol                | Sengkang                        |
| Línea Circular (SMRT Trains)   | 28 de mayo de 2009        | 30         | 35,5          | HarbourFront  | Dhoby Ghaut Marina Bay | Kim Chuan                       |
| Línea Downtown (SBS Transit)   | 22 de diciembre de 2013   | 34         | 41,9          | Bukit Panjang | Expo                   | Gali Batu                       |
| TOTAL                          | 7 de noviembre de 1987    | 142        | 199,6         |               |                        |                                 |